# ベインティシンコ・デ・マヨ (空母)
ベインティシンコ・デ・マヨ (ARA Veinticinco de Mayo) は、アルゼンチン海軍の航空母艦。1969年就役、1997年退役。スペイン語の発音のバリエーションに基づいてベインティシンコ・デ・マジョやベインティシンコ・デ・マージョとも書かれる（ジェイスモ参照）。
"Veinticinco de Mayo"とはスペイン語で「5月25日」の意味で、アルゼンチンの五月革命記念日（1810年5月25日に成立した最初の自治政府を記念する日）である。そのため、書籍によっては5月25日号や、25 de Mayoなどと表記される場合もある。また、アルゼンチン海軍は1930年代から1950年代にかけてその名を冠した巡洋艦を運用していた。

## 艦歴

### イギリス海軍時代
元はこの艦は第二次世界大戦中の1942年12月3日にイギリスのバーケンヘッドで建艦されたイギリス海軍艦である。コロッサス級航空母艦としてヴェネラブルの名を与えられて1945年1月17日に就役し、イギリス太平洋艦隊にて任についた。
参戦して数ヶ月で終戦となり、戦争終結後しばらくは戦争捕虜の本国送還に従事していた。戦時には空母の建造と配備が急務であったが、いざ戦争が終わってしまうと多数の空母を保持している必要性も小さくなった。そのため、ヴェネラブルはイギリス海軍に就役後わずか3年でオランダに売却されることとなった。

### オランダ海軍時代
貸与されていた護衛空母ナイラナを持ち主のイギリスに返却した穴埋めとして、オランダ海軍は1948年5月28日、カレル・ドールマンと再命名した元ヴェネラブルを就役させた。この艦はオランダ海軍がこれまで運用した中で最大の艦だった。
第二次大戦当時のレシプロ機用の空母から戦後のジェット機用空母への近代化改修（アングルド・デッキの増設、蒸気カタパルトの設置など）が1955年7月から1958年6月にかけて行われている。
20年ほど任務に就いた後の1968年4月28日、この艦の機関室で火災が起き、機関が使い物にならなくなった。しかし元々数年後には退役する予定でもあったのであえて修理を行うことはせず、予定を繰り上げて同年退役することになった。

### アルゼンチン海軍へ

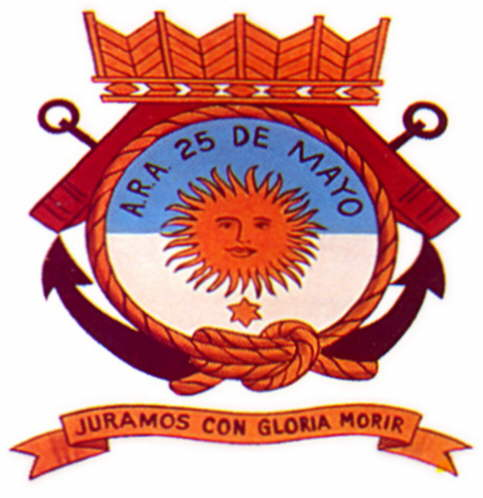
ベインティシンコ・デ・マヨの紋章。モットーはアルゼンチン国歌の一節。

機関室で起きた火災の後、オランダはこの空母をアルゼンチンに売却した。損傷した機関部は、コロッサス級とほぼ同型のマジェスティック級航空母艦で、建造途中で大戦が終結したために建艦中止になっていた空母レヴァイアサンから流用して置き換えられた。オランダにてその復旧工事を行っている最中の1969年3月12日に、この元ヴェネラブル・元カレル・ドールマンはベインティシンコ・デ・マヨと名付けられてアルゼンチン海軍に就役し、その年の8月には工事も完了した。このレヴァイアサンから流用された機関は、ベインティシンコ・デ・マヨに換装された当初より不調だったと言われる。
アルゼンチン海軍は、既にインデペンデンシア（これも元イギリスのコロッサス級空母ウォリアーである）で空母の運用は経験済みであった。インデペンデンシアが1970年に退役すると、24機の艦載機を搭載するベインティシンコ・デ・マヨがアルゼンチン艦隊唯一の空母となった。
艦載機部隊はF9FパンサーとF9Fクーガーから始まり、1972年にA-4Qスカイホークとそれを補佐するS-2トラッカー対潜哨戒機とSH-3シーキングに置き換えられた。さらに1980年から1981年にかけて、飛行甲板面積の増加、アングルド・デッキの延長などの改修が行われ、シュペルエタンダールが搭載可能になった。

#### フォークランド紛争
1982年4月に始まったフォークランド紛争では、この艦は製造元であり、かつての所属先であったイギリスと戦うこととなった。ベインティシンコ・デ・マヨは機動部隊に組み込まれてフォークランド諸島の北側に展開され、南側には巡洋艦ヘネラル・ベルグラノが展開された。イギリスはスウィフトシュア級原子力潜水艦スパルタンにベインティシンコ・デ・マヨを追跡し、必要な場合には撃沈する任務を与えていた。
ついに戦闘状態に突入した1982年5月1日、このアルゼンチン空母は、HMSハーミーズとHMSインヴィンシブルの2隻の空母を中核とするイギリス機動部隊に対してA-4Qスカイホークの波状攻撃を仕掛ける予定であった。
しかし、第二次大戦以来初めての（そして今日に至るまで大戦後唯一の）航空母艦同士の戦いになるはずだったこの戦いにおいて、燃料・兵装を満載にしたアルゼンチンの艦載機は風量の不足でとうとうベインティシンコ・デ・マヨから飛び立つことが出来ず、対決は実現しなかった。ベインティシンコ・デ・マヨは、火災事故の後レヴァイアサンから流用した機関の調子が思わしくなく、航空機の運用に必要なだけの本来の速度を出すのが困難な状態であった。航空母艦は艦載機の発艦の際、対気速度を上げ揚力を稼ぐために風上に向かって全速力で突進する必要がある。空母自体の速度が遅くては、満載状態の艦載機は離艦すら出来ないのである。
イギリス海軍側はアルゼンチン軍の航空機の攻撃により駆逐艦シェフィールドやアマゾン級フリゲートアーデントなど多数の艦船を損失していて、更なる損失を恐れて空母は戦闘域外に留まっていた。
一方のアルゼンチン海軍側も、巡洋艦ヘネラル・ベルグラノがチャーチル級原子力潜水艦コンカラーによって撃沈されて以降、損失を恐れたベインティシンコ・デ・マヨは港に戻り外洋に出ようとしなかった。このため追跡の任を与えられていた潜水艦スパルタンは追跡する目標を失うことになる。
艦載機のA-4Qはその後の戦闘ではフエゴ島のリオ・グランデ海軍航空基地から飛び立ち、アーデントを沈めるなど幾つかの戦果を残したが、その一方で3機のA-4がシーハリアーに撃墜されている。
なお、この戦争においてシュペルエタンダールから発射されたエグゾセ対艦ミサイルがイギリス艦艇に多大な被害を与えその威力を見せつけたことは有名だが、当時シュペルエタンダールはベインティシンコ・デ・マヨへの着艦がまだ承認されていなかったため、ベインティシンコ・デ・マヨからの運用ができず、陸上の海軍航空基地から発進している。

### 紛争後
戦後間もなくしてシュペルエタンダールが艦載機部隊に配備されたが、すぐに持病の機関トラブルによって港に貼り付けになった。1980年代後半には機関トラブルの解消・速力の回復・省力化を目的に、主機をディーゼルエンジンに換装する工事が始まった。
しかし艦歴50年に近い老朽艦でもあり、完全な作戦遂行可能状態にするにはさらに経費がかさむことは明白であった。アルゼンチン海軍はこの艦のさらなる近代化改修のための多大な資金の獲得を諦め、1997年にベインティシンコ・デ・マヨは退役した。2000年、数奇な運命を経たこの艦はインドのアランに回航され、そこで解体された。
アルゼンチン海軍航空隊は、この艦がドック入りしている際には隣国ブラジルの航空母艦ミナス・ジェライスの飛行甲板を借りて空母着艦・発艦等の訓練を行い、ベインティシンコ・デ・マヨ退役後も同じくブラジルのサン・パウロの飛行甲板を借りて技能維持に努めていた。しかし実際問題としてアルゼンチン海軍への新規空母の導入は、冷戦が終結ししかも遠国イギリスを含め、近隣諸国との国家対立が無い情勢下では、いまだ具体案がない状態である。